# قربان علي دري نجف آبادي
قُرْبانْ علي دُرّي نَجَف آبادي (بالفارسية: قربانعلی دری نجف‌آبادِی؛ من مواليد 1950) هو سياسي ورجل دين إيراني تولى وزارة الاستخبارات والأمن القومي لجمهورية إيران الإسلامية من 1997 حتى 2000 في فترة رئاسة محمد خاتمي.